# Kelurahan Pegangsaan Dua
Kelurahan Pegangsaan Dua är en administrativ by i Indonesien.   Den ligger i provinsen Jakarta, i den västra delen av landet. Huvudstaden Jakarta ligger i Kelurahan Pegangsaan Dua.